# 세라 루
세라 루(Sara Rue, 1979년 1월 26일 ~ )는 미국의 배우이다.

## 출연 작품
- 진주만